# Moșnî, raionul Cerkasî, regiunea Cerkasî
Moșnî (în ucraineană Мошни) este o comună în raionul Cerkasî, regiunea Cerkasî, Ucraina, formată numai din satul de reședință.

## Demografie
Componența lingvistică a comunei Moșnî
     Ucraineană (95,98%)
     Rusă (3,92%)
     Alte limbi (0,08%)
Conform recensământului din 2001, majoritatea populației comunei Moșnî era vorbitoare de ucraineană (95,98%), existând în minoritate și vorbitori de rusă (3,92%).